# Hermann Popp

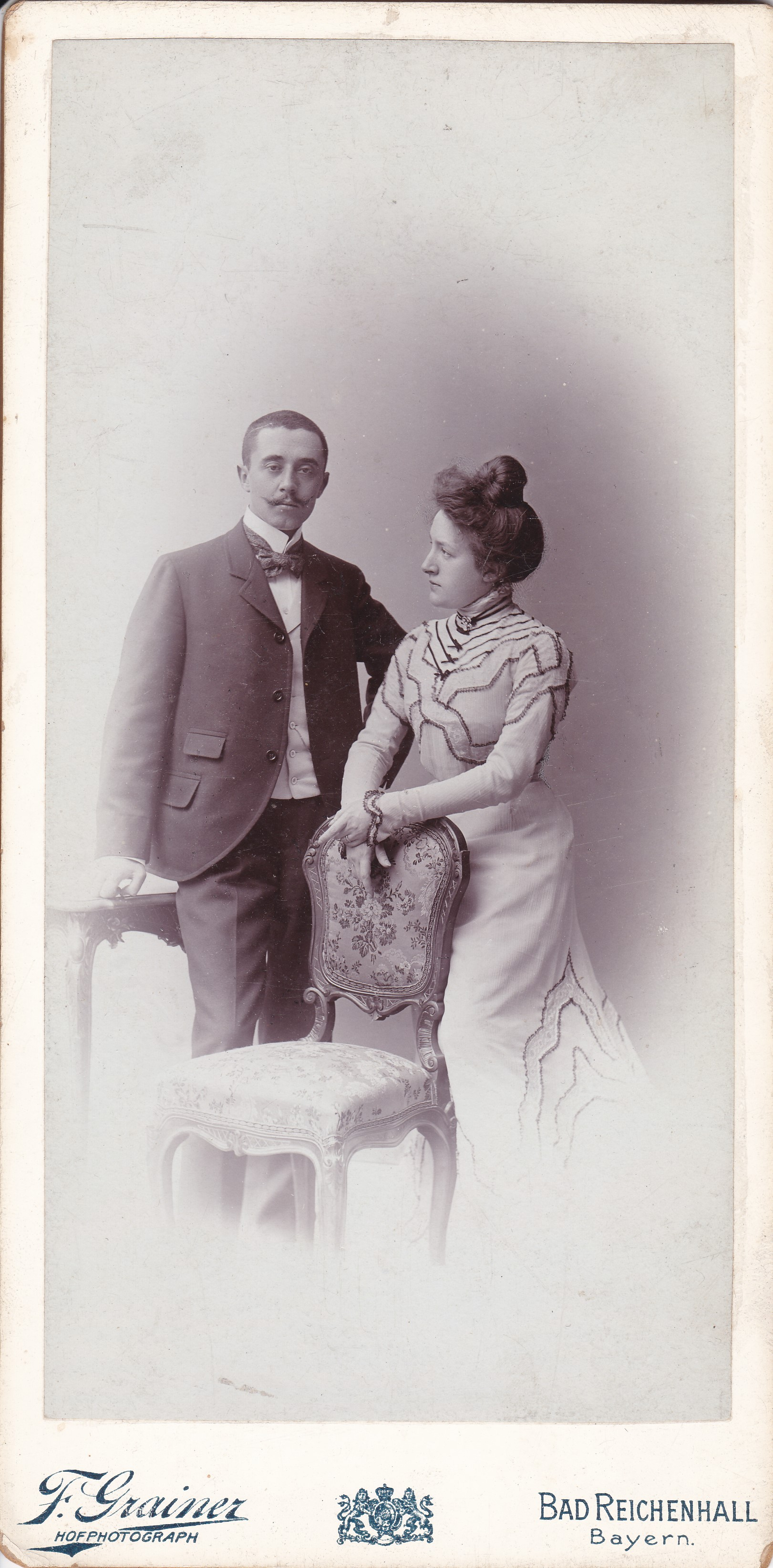

Hermann Popp (* 24. Oktober 1871 in Hannover; † 26. Oktober 1943 in Berlin) war ein deutscher Kunsthistoriker und Schriftsteller.

## Leben
Hermann Popp war Sohn des Ersten Kaiserlichen Staatsanwalts in Straßburg und Geheimen Justizrats Richard Popp und dessen Frau Caroline Schömer. Er studierte an der Universität Zürich, wo er am 8. März 1899 mit seiner Dissertation Beitrag zur Geschichte der neueren Künstler-Ästhetik promoviert wurde. Seit 1899 war Popp verheiratet mit Elsbeth Salinger (* 1876), mit der er zwei Kinder Johann (* 1900) und Monalisa (* 1905) hatte.

## Werke
- 1902, Maler-Ästhetik
- 1912, Germanenkunst
- 1914, Das Werden der deutschen Familie
- 1935, Antike Kriegskunst
- 1935, Olympia - Ein Vermächtnis der Griechen an die Nachwelt